# Lijst van voetbalinterlands Argentinië - Italië
Deze lijst van voetbalinterlands is een overzicht van alle officiële voetbalwedstrijden tussen de nationale teams van Argentinië en Italië. De landen hebben tot op heden zestien keer tegen elkaar gespeeld. De eerste wedstrijd, een vriendschappelijk duel, was op 5 december 1954 in Rome. De laatste confrontatie, de wedstrijd om de CONMEBOL–UEFA Cup of Champions, was op 1 juni 2022 in Londen (Verenigd Koninkrijk).

## Wedstrijden
| №  | Plaats       | Datum            | Competitie        | Wedstrijd           | Uitslag |
| -- | ------------ | ---------------- | ----------------- | ------------------- | ------- |
| 1  | Rome         | 5 december 1954  | Vriendschappelijk | Italië − Argentinië | 2 − 0   |
| 2  | Buenos Aires | 24 juni 1956     | Vriendschappelijk | Argentinië − Italië | 1 − 0   |
| 3  | Florence     | 15 juni 1961     | Vriendschappelijk | Italië − Argentinië | 4 − 1   |
| 4  | Turijn       | 22 juni 1966     | Vriendschappelijk | Italië − Argentinië | 3 − 0   |
| 5  | Stuttgart    | 19 juni 1974     | WK 1974           | Argentinië − Italië | 1 − 1   |
| 6  | Buenos Aires | 10 juni 1978     | WK 1978           | Italië − Argentinië | 1 − 0   |
| 7  | Rome         | 26 mei 1979      | Vriendschappelijk | Italië − Argentinië | 2 − 2   |
| 8  | Barcelona    | 29 juni 1982     | WK 1982           | Italië − Argentinië | 2 − 1   |
| 9  | Puebla       | 5 juni 1986      | WK 1986           | Italië − Argentinië | 1 − 1   |
| 10 | Zürich       | 10 juni 1987     | Vriendschappelijk | Argentinië − Italië | 1 − 3   |
| 11 | Cagliari     | 21 december 1989 | Vriendschappelijk | Italië − Argentinië | 0 − 0   |
| 12 | Napels       | 3 juli 1990      | WK 1990           | Italië − Argentinië | 1 − 1   |
| 13 | Rome         | 28 februari 2001 | Vriendschappelijk | Italië − Argentinië | 1 − 2   |
| 14 | Rome         | 14 augustus 2013 | Vriendschappelijk | Italië − Argentinië | 1 − 2   |
| 15 | Manchester   | 23 maart 2018    | Vriendschappelijk | Italië − Argentinië | 0 − 2   |
| 16 | Londen       | 1 juni 2022      | Finalissima 2022  | Italië − Argentinië | 0 − 3   |

## Samenvatting
| Competitie        | Totaal gespeeld | Winst Argentinië | Gelijk | Winst Italië | Doelsaldo Argentinië – Italië |
| ----------------- | --------------- | ---------------- | ------ | ------------ | ----------------------------- |
| WK-eindronde      | 5               | 0                | 3      | 2            | 4 − 6                         |
| Vriendschappelijk | 11              | 5                | 2      | 4            | 14 − 16                       |
| Totaal            | 16              | 5                | 5      | 6            | 18 − 22                       |

Wedstrijden bepaald door strafschoppen worden, in lijn met de FIFA, als een gelijkspel gerekend.

## Details

### Eerste ontmoeting
| Vriendschappelijk (Rome, Italië, 5 december 1954): |       |            |
| Italië                                             | 2 – 0 | Argentinië |
| Amleto Frignani 1' Carlo Galli 48'                 | goals |            |

### Tweede ontmoeting
| Vriendschappelijk (Buenos Aires, Argentinië, 24 juni 1956):                   |       |        |
| Argentinië                                                                    | 1 – 0 | Italië |
| Norberto Conde 65'                                                            | goals |        |
| - Debuut van Ugo Pozzan (Bologna) en Maurilio Prini (Fiorentina) voor Italië. |       |        |

### Derde ontmoeting
| Vriendschappelijk (Florence, Italië, 15 juni 1961):                                   |       |                     |
| Italië                                                                                | 4 – 1 | Argentinië          |
| Francisco Lojacono 13' Omar Sívori 20' Omar Sívori 41' Bruno Mora 86' (pen.)          | goals | 67' Fédérico Sacchi |
| - Debuut van Enrico Albertosi (Fiorentina) en Rino Marchesi (Fiorentina) voor Italië. |       |                     |

### Achtste ontmoeting
| WK 1982 (Barcelona, Spanje, 29 juni 1982): |              | |
| Italië | 2 – 1        | Argentinië |
| Marco Tardelli 57' Antonio Cabrini 67' | goals        | 83' Daniel Passarella |
| Enzo Bearzot | bondscoach   | César Luis Menotti |
| Dino Zoff Claudio Gentile Fulvio Collovati Gaetano Scirea Antonio Cabrini Giancarlo Antognoni Gabriele Oriali 76' Marco Tardelli Bruno Conti Francesco Graziani Paolo Rossi 81' | opstellingen | Ubaldo Fillol Jorge Olguin Luis Galvan Daniel Passarella Alberto Tarantini Américo Gallego Osvaldo Ardiles Diego Maradona Daniel Bertoni 58' Ramón Díaz 58' Mario Kempes |
| Giampiero Marini 76' Alessandro Altobelli 81' | wissels      | 58' Gabriel Calderón 58' José Daniel Valencia |
| Claudio Gentile 1' Paolo Rossi 15' | gele kaarten | 32' Mario Kempes 35' Diego Maradona 39' Osvaldo Ardiles |
| | rode kaarten | 84' Américo Gallego |

### Tiende ontmoeting
| Vriendschappelijk (Zürich, Zwitserland, 10 juni 1987): |              | |
| Italië | 3 – 1        | Argentinië |
| Fernando De Napoli 26' Gianluca Vialli 33' Gianluca Vialli 88' | goals        | 62' Diego Maradona |
| Azeglio Vicini | bondscoach   | Carlos Bilardo |
| Walter Zenga 46' Ciro Ferrara Roberto Tricella Giovanni Francini Luigi De Agostini Fernando De Napoli Salvatore Bagni 89' Giuseppe Giannini Roberto Donadoni 77' Alessandro Altobelli 49' Gianluca Vialli | opstellingen | Sergio Goycoechea José Luis Cuciuffo José Luis Brown Oscar Ruggeri Oscar Garré 85' Dario Siviski Sergio Batista 73' Roque Alfaro 46' Julio Olarticoechea Diego Maradona 60' Juan Funes |
| Stefano Tacconi 46' Aldo Serena 49' Gianfranco Matteoli 77' Giuseppe Dossena 89' | wissels      | 46' Hernán Díaz 60' Pedro Pasculli 73' Oscar Dertycia 85' Claudio Caniggia |
| - Debuut van Stefano Tacconi (Juventus) en Ciro Ferrara (SSC Napoli) voor Italië. |              | |

### Veertiende ontmoeting
| Vriendschappelijk (Rome, Italië, 14 augustus 2013): |              | |
| Italië | 1 – 2        | Argentinië |
| Lorenzo Insigne 75' | goals        | 21' Gonzalo Higuaín 45' Éver Banega |
| Cesare Prandelli | bondscoach   | Alejandro Sabella |
| Gianluigi Buffon 54' Christian Maggio 72' Giorgio Chiellini Luca Antonelli Riccardo Montolivo 46' Daniele De Rossi Antonio Candreva 46' Marco Verratti Claudio Marchisio 46' Pablo Osvaldo Emanuele Giaccherini 54'                                                        | opstellingen | Mariano Andújar Pablo Zabaleta 71' Ezequiel Garay Federico Fernández Hugo Campagnaro 81' Ángel Di María Lucas Biglia 74' Javier Mascherano 46' Erik Lamela 60' Gonzalo Higuaín 89' Rodrigo Palacio |
| Lorenzo Insigne 46' Alberto Aquilani 46' Alessandro Florenzi 46' Federico Marchetti 54' Alessandro Diamanti 54' Alessio Cerci 72' Salvatore Sirigu Davide Astori Lorenzo De Silvestri Andrea Ranocchia Leonardo Bonucci Stephan El Shaarawy Andrea Pirlo Alberto Gilardino | wissels      | 46' Éver Banega 60' Ezequiel Lavezzi 71' Fabricio Coloccini 74' Maxi Rodriguez 81' Ricardo Álvarez 89' Augusto Fernández Óscar Ustari Sergio Romero Cristian Ansaldi José Basanta Francisco Cerro  |
| | gele kaarten | 73' Hugo Campagnaro |